# New York City Police Department

Wappen
Flagge

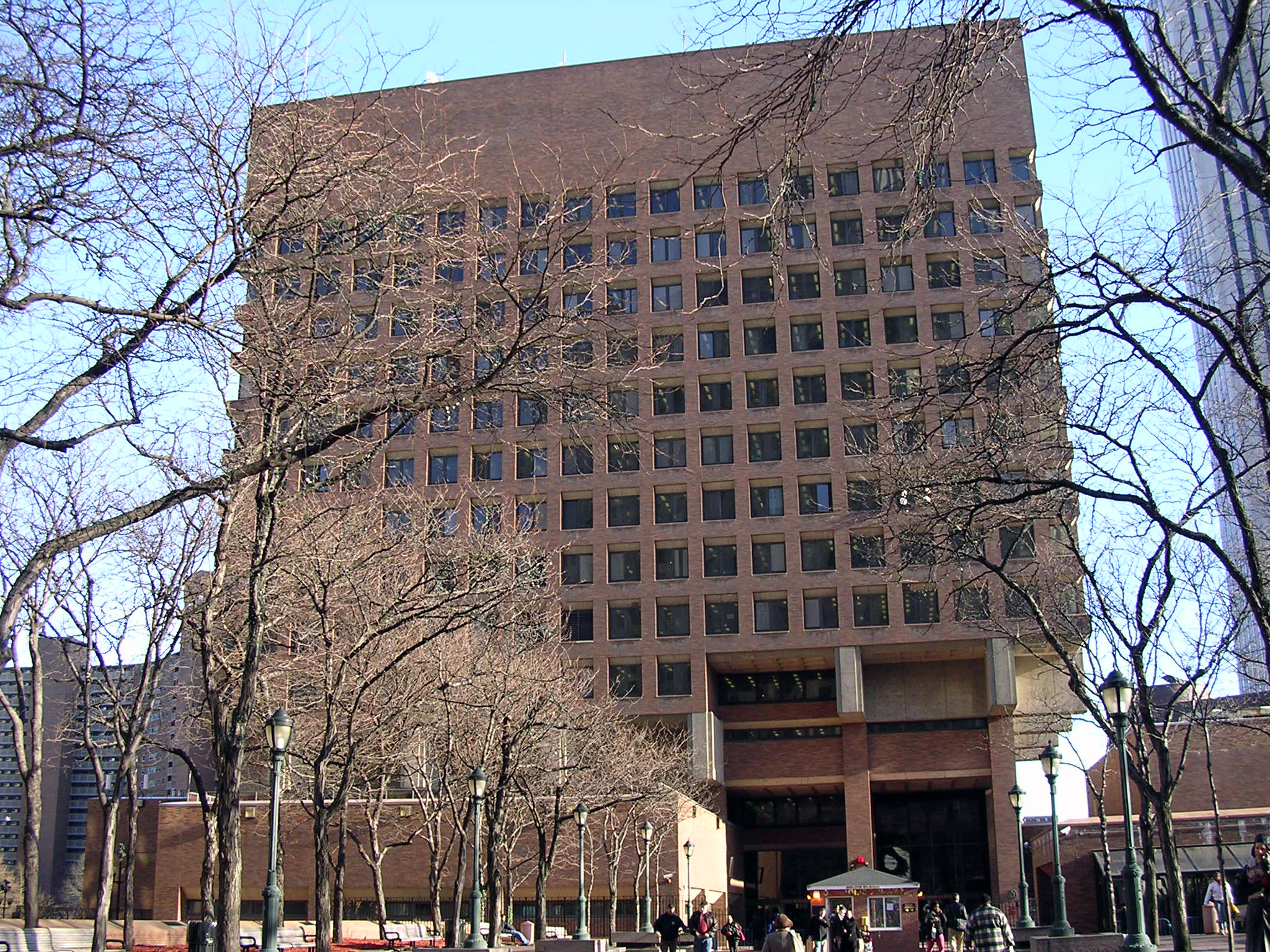
One Police Plaza, Hauptquartier der New-York-City-Polizei in Lower Manhattan

Das New York City Police Department (NYPD) ist die kommunale Polizeibehörde der Stadt New York City. Es ist die größte Polizeibehörde der USA und primär mit der Aufrechterhaltung der öffentlichen Sicherheit und der Verfolgung von Straftaten in den fünf Stadtbezirken betraut. Das NYPD wird oft als erste moderne Polizeibehörde der USA nach dem Vorbild des Londoner Metropolitan Police Service bezeichnet. Das Hauptquartier des NYPD befindet sich in der 1 Police Plaza (1PP) an der Park Row, nahe dem New Yorker Rathaus.

## Allgemeines

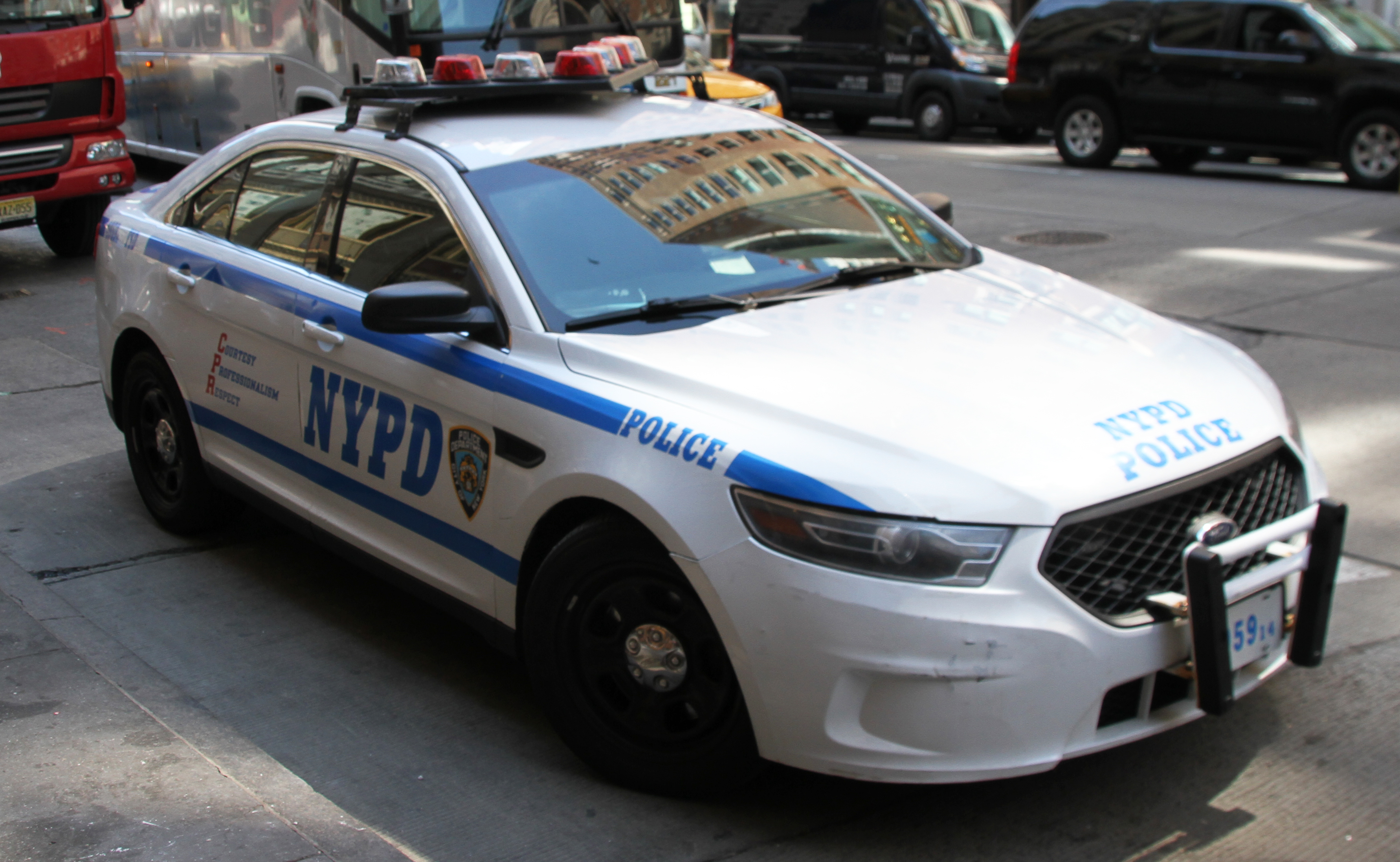
Ford Taurus, das NYPD-Standardfahrzeug

Das Motto des NYPD lautet „Courtesy. Professionalism. Respect.“ (dt. Höflichkeit. Professionalität. Respekt.). New Yorks Polizeivollzugsbeamte (Police Officers) werden auch häufig als „New York’s Finest“ (dt. New Yorks Beste) bezeichnet. Das NYPD definiert seine Aufgabe selbst mit: „to enforce the laws, preserve the peace, reduce fear, and provide for a safe environment.“ (dt. Das Recht durchzusetzen, den Frieden zu wahren, die Angst zu mindern und eine sichere Umgebung zu gewährleisten.). Dies schließt präventive Maßnahmen und die Reaktion auf Kriminaldelikte ein.
Die Zahl der eingesetzten Beamten ändert sich aufgrund aktueller Kriminalstatistiken, durch Politiker und in Abhängigkeit vom Haushalt. Der generelle Trend zeigt jedoch, dass die Anzahl der Polizeivollzugsbeamten abnimmt. Im Juni 2004 waren 40.000 Polizeivollzugsbeamte und einige Tausend zivile Angestellte im Einsatz, diese Zahl sank im Juni 2005 auf 35.000. Jedoch stieg die Zahl der eingestellten Polizeivollzugsbeamten auf 38.758 seit Januar 2009.
Nach den letzten Tarifverhandlungen stieg auch die Besoldung für neueingestellte Polizisten auf 43.107 US-Dollar, den höchsten Stand seit 2005, inflationsbereinigt ist dies der niedrigste in der Geschichte der Neueinstellungen des NYPD. Das Gehalt (sechs Jahre Erfahrung) für Beamte beläuft sich auf 90.588 US-Dollar. Benachbarte Polizeidienste zahlen hier weniger für ihre erfahrenen Beamten (48.000 US-Dollar für Neueinstellungen und maximal 90.000 US-Dollar für Erfahrene).

## Organisation und Struktur

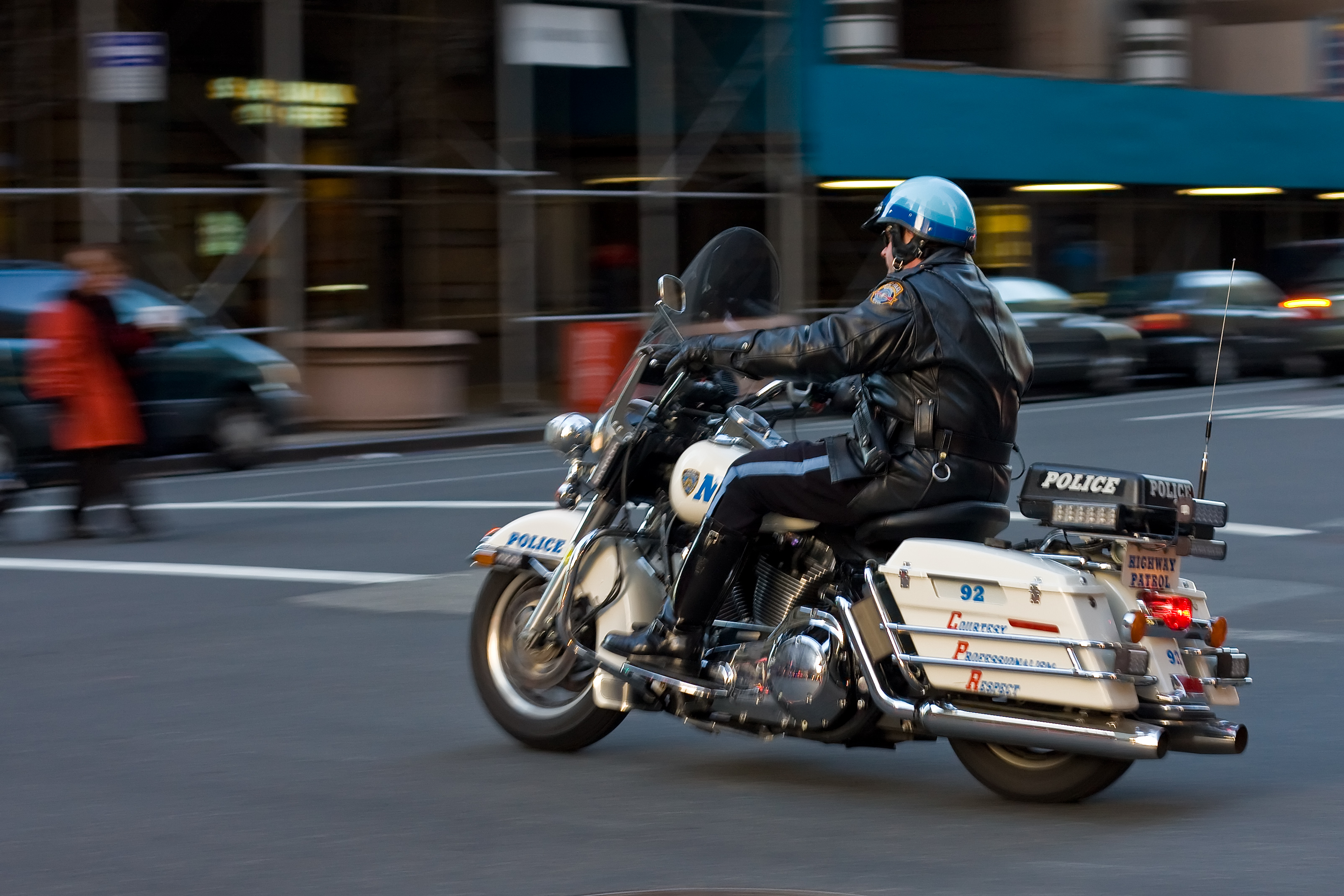
Beamter der NYPD Highway Patrol in Manhattan. Zu erkennen am blauen Streifen an der Hosenseite sowie an dem Ärmelabzeichen

Das Kommando des NYPD wird vom Police Commissioner, der vom Bürgermeister als ziviler Verwaltungsbeamter ernannt wird, und dem höchstrangigen Polizeibeamten, dem Chief of Department, geführt.
Das NYPD ist in Büros (engl. „bureaus“) und größere Dienststellen gegliedert, die die Vollzugs-, Ermittlungs- und Verwaltungsaufgaben wahrnehmen. Jedes Büro wird von einem Chief oder Deputy Commissioner geleitet, der vom Police Commissioner ernannt wird und die zahlreichen Funktionen seiner Abteilungen, Einheiten und Trupps beaufsichtigt. Die Büros sind:

### Patrol Services Bureau
Das Patrol Services Bureau ist das größte Büro des NYPD und auf die fünf Stadtbezirke aufgeteilt. Es stellt den Großteil der uniformierten Polizeibeamten im Streifendienst. Das Büro, das vom Chief of Patrol geleitet wird, ist in acht Stadtbezirkskommandos unterteilt, die wiederum in 77 Polizeireviere (Precincts) unterteilt sind. Die Patrol Boroughs sind: Manhattan North, Manhattan South, Brooklyn North, Brooklyn South, Queens North, Queens South, die Bronx und Staten Island. Jedes Revier ist in seinem geografischen Bereich zuständig für die Sicherheit und die Gesetzesüberwachung. Die Polizeieinheiten sind hier stationiert, versehen von dort ihren Streifendienst und reagieren auf Notrufe.

### Special Operations Bureau
Das Special Operations Bureau besteht aus Mitarbeitern mit hochspezialisierter Ausbildung, Fachkenntnissen und Ausrüstung, die andere NYPD-Einheiten bei Einsätzen unterstützen. Dazu gehören:
Die Emergency Service Unit (ESU) unterstützt bei Situationen, in denen Menschen drohen von Brücken oder Gebäuden zu springen, bei denen Menschen in Aufzügen feststecken sowie bei verbarrikadierten Tätern und in Geiselsituationen. Die Abwehr von Gefahrgut/Massenvernichtungswaffen sowie die Hundeeinheit sind der ESU unterstellt.

Die Aviation Unit unterstützt die Polizeibeamten am Boden, bei schnellen Seileinsätzen, Brandbekämpfung, Einsätze zur Gefahrenabwehr auf See, Einsätze in Hochhäusern und auf Dächern, Hebezeugeinsätze sowie Einsätze als Luftrettungsmittel.

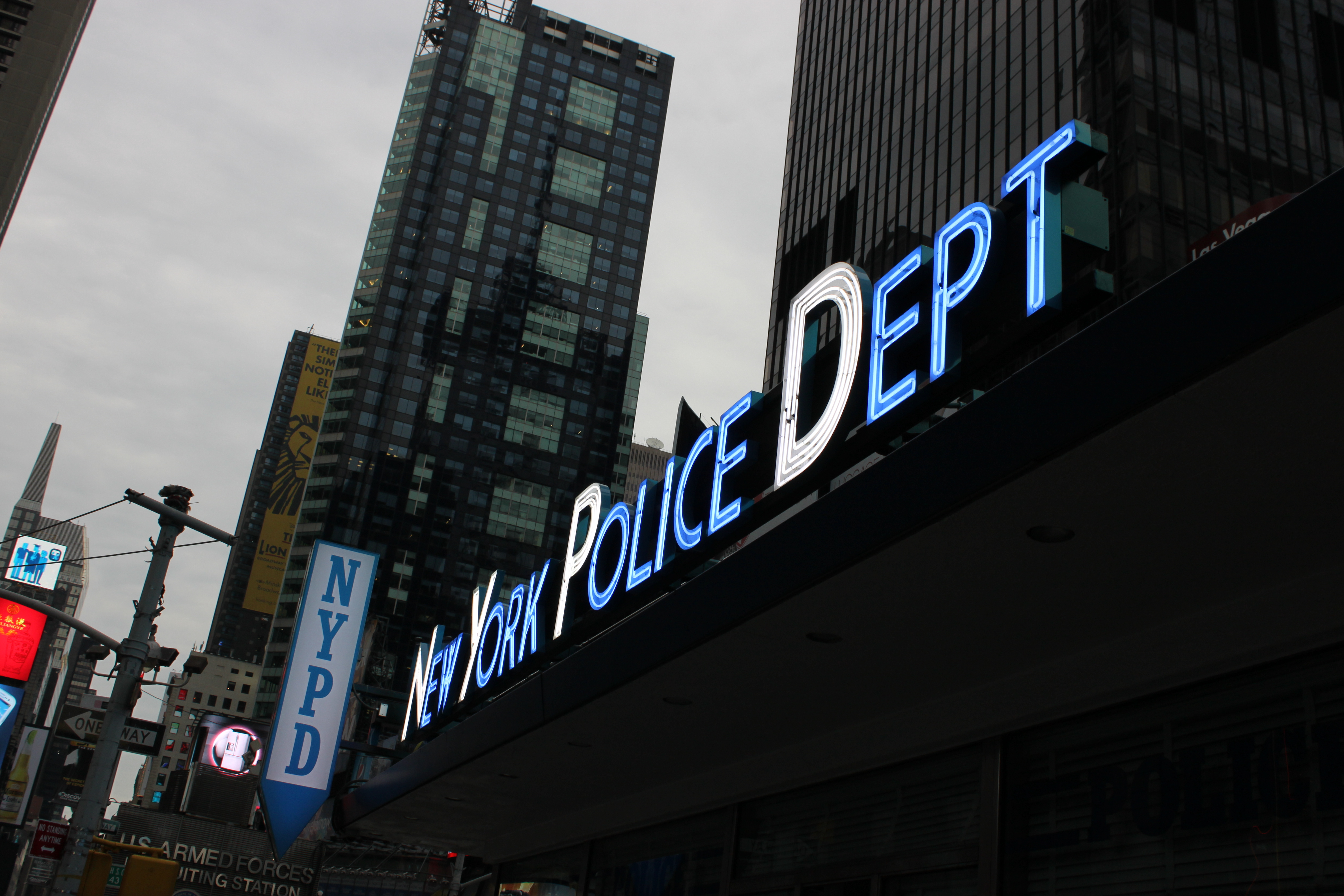
Der NYPD-Schriftzug am Times Square, Juni 2012

Zu den traditionellen Such- und Rettungsaufgaben der Harbor Unit gehören Vorfälle mit Schwimmern in Not, behinderten Bootsfahrern und Brückenspringern. Die Hafeneinheit spielt auch eine wichtige Rolle bei der Terrorismusbekämpfung der Stadt, indem sie sich an proaktiven Initiativen beteiligt, zu denen tägliche Fähreneskorten, Patrouillen in wassernahen Einrichtungen und Tauchgänge des SCUBA-Teams des NYPD an kritischen Infrastrukturstandorten wie Brücken und Mauern gehören.
Die Beamten der Mounted Unit (berittene Einheit) sind normalerweise für den Streifendienst zuständig werden aber häufig auch zur Kontrolle von Menschenmengen bei Demonstrationen, Protesten, Konzerten, Sportveranstaltungen und Paraden eingesetzt.
Die Strategic Response Group wird in Gebieten eingesetzt, in denen eine erhöhte Polizeipräsenz aufgrund von erhöhter Kriminalität oder anderen Umständen erforderlich ist. Die Aufgaben sind die Bekämpfung von Unruhen, die Bekämpfung von Verbrechen und die Kontrolle von Menschenmengen. Die SRG wird auch bei Schießereien, Banküberfällen, vermissten Personen, Demonstrationen oder anderen wichtigen Ereignissen eingesetzt.

### Transit Bureau
Das Transit Bureau ist zuständig für die Sicherheit innerhalb der New York Subway.

### Housing Bureau
Das Housing Bureau ist für die Sicherheit der Einwohner, Angestellten und Besuchern in den Wohnsiedlungen der Stadt verantwortlich.

### Transportation Bureau
Das Transportation Bureau ist für die Sicherheit von Autofahrern, Fahrgästen, Fußgängern und Radfahrern auf den Straßen und Autobahnen in New York City verantwortlich und leitet die Verkehrsüberwachung. Dem Büro unterstehen das Traffic Management Center (Verkehrsmanagementzentrale), der Highway District, der Traffic Operations District und der Traffic Enforcement District.

### Crime Control Strategies Bureau
Das Office of Crime Control Strategies (Büro für Verbrechensbekämpfungsstrategien) analysiert und überwacht Trends und entwickelt Strategien zur Verbrechensbekämpfung, wobei sichergestellt wird, dass diese Strategien in allen Einheiten des NYPD angewendet werden.

### Detective Bureau (Kriminalpolizei)
Die Kriminalpolizei ist für die Verhütung, Aufdeckung und Untersuchung von Straftaten zuständig und ergänzt häufig die Arbeit der Polizeibeamten auf den Revieren. Die Arbeit der Detektei umfasst in der Regel die Untersuchung und Auswertung von Beweisen. Zum Detective Bureau gehören Borough Investigative Chiefs, die Special Victims Division, die Forensic Investigations Division, die Special Investigations Division, die Criminal Enterprise Division, die Fugitive Enforcement Division, das Real Time Crime Center, die Central Robbery Division, die District Attorneys Squad, die Grand Larceny Division, die Gun Violence Suppression Division und die Vice Enforcement Division.

### Internal Affairs Bureau
Das Internal Affairs Bureau (IAB) widmet sich der Wahrung der Integrität der Polizeibehörde und der Bekämpfung von Korruption innerhalb der NYPD.

### Community Affairs
Das Büro arbeitet mit führenden Persönlichkeiten der Gemeinde, Bürgerorganisationen, Blockvereinigungen und besorgten Bürgern zusammen, um sie über die Polizeipolitik und -praxis aufzuklären und Lösungen für die Herausforderungen zu entwickeln, die sich in den vielen verschiedenen Gemeinden der Stadt stellen. Die Abteilung für kommunale Angelegenheiten bietet jungen Menschen auch Programme zur Bereicherung, Ablenkung und Intervention an.

### Employee Relations
Das Employee Relations Bureau hat die Aufgabe die Gesundheit, das Wohlbefinden und die Moral aller Mitglieder des Polizeidienstes zu verbessern sowie die Familien gefallener Beamter und schwer verletzter und/oder kranker Mitglieder zu unterstützen.

### Equity and Inclusion
Das Bureau für Equity and Inclusion entwickelt Strategien setzte diese um und bewertet sie, um sicherzustellen, dass Prozesse und Verfahren inklusiv, transparent, unparteiisch, frei von Diskriminierung und Belästigung und für alle Mitglieder des NYPD gleichberechtigt sind.

### Information Technology Bureau
Das Büro versorgt die Abteilung der New Yorker Polizei mit technologischer Unterstützung und baut eine IT- und Telekommunikationsinfrastruktur auf.

### Legal Matters
Das Büro für Rechtsangelegenheiten dient als allgemeiner Rechtsberater des New York City Police Department und bietet rechtliche Beratung zu allen Aspekten der Arbeit des Departments. Der Deputy Commissioner of Legal Matters (DCLM) berät den Polizeipräsidenten und die Exekutive bei wichtigen Rechtsstreitigkeiten, straf- und zivilrechtlichen Angelegenheiten sowie bei wichtigen Entwicklungen in der Gesetzgebung und Rechtsprechung. Das DCLM ist auch für die Überwachung und Erleichterung der Beziehungen zwischen dem Department und dem Rest des Strafrechtssystems verantwortlich.

### Personnel Bureau
Das Personalbüro beaufsichtigt die Personalbeschaffung, die Personalauswahl und verwaltet die Personalressourcen der NYPD. Zu seinen Aufgaben gehören die Verwaltung der Mitglieder der New Yorker Polizei, die Überwachung des Personals, die Beurteilung, die Mitarbeiterentwicklung und die Unterstützung der Mitarbeiter.

### Public Information
Das Büro ist für die Kommunikation, das Reputationsmanagement und die Erleichterung der stadtweiten Berichterstattung für Pressevertreter zuständig. Es arbeitet mit lokalen, nationalen und internationalen Medienorganisationen zusammen, um der Öffentlichkeit möglichst genaue und zeitnahe Informationen zu liefern.

### Strategic Initiatives
Das Strategic Initiatives Bureau entwirft langfristige, unternehmensweite Veränderungen und treibt diese voran, indem es Strategien, Programme und Ressourcen evaluiert, um eine maximale organisatorische Effizienz zu erreichen.

### Training Bureau
Das NYPD Training Bureau versorgt Rekruten, uniformierte Beamte und Zivilisten mit den aktuellsten akademischen, taktischen und technologischen Informationen.

### Trials
Die Aufgabe des Büros für Gerichtsverfahren besteht darin, faire und unparteiische De-novo-Disziplinarverfahren durchzuführen, gut begründete Berichte und Empfehlungen an den Polizeipräsidenten zu erstellen, die mit allen geltenden Gesetzen in Einklang stehen, und die Effizienz des Gerichtsverfahrens auf eine Weise zu gewährleisten, die die Rechte der Mitglieder der Abteilung auf ein ordnungsgemäßes Verfahren schützt.
Siehe auch: Die NYPD Movie/TV Unit ist eine Einheit, die dem Mayor’s Office of Film, Theatre and Broadcasting (Amt des Bürgermeisters für Film, Theater und Rundfunk) unterstellt ist. Sie hat das Ziel, für ein sicheres Umfeld für Filmteams und für die Bürger New Yorks zu sorgen.

## Ränge
| Rang | Insigne 1 | Badge | Dienstnummer auf Badge |
| --- | --------- | ----- | ---------------------- |
| Police Commissioner |           |       | nein                   |
| First Deputy Commissioner & Chief of Department |           |       | nein                   |
| Deputy Commissioner & Bureau Chief & Bureau Chief Chaplain † |           |       | nein                   |
| Assistant Chief & Assistant Chief Chaplain † |           |       | nein                   |
| Deputy Chief & Deputy Chief Chaplain † |           |       | nein                   |
| Inspector & Chaplain † |           |       | nein                   |
| Deputy Inspector |           |       | nein                   |
| Captain |           |       | nein                   |
| Lieutenant |           |       | nein                   |
| Sergeant |           |       | ja                     |
| Detectives | keine     |       | ja                     |
| Police Officer | keine     |       | ja                     |
| Probationary Police Officer | keine     |       | ja                     |
| Recruit Officer | keine     |       | ja                     |
| Cadet | keine     | keine | nein                   |
| 1 Die Insigne des Sergeants befindet sich auf dem Ärmel. Die der höheren Dienstgrade auf den Schulterklappen bzw. auf dem Kragen. † Rang hat keine Polizeibefugnisse |           |       |                        |

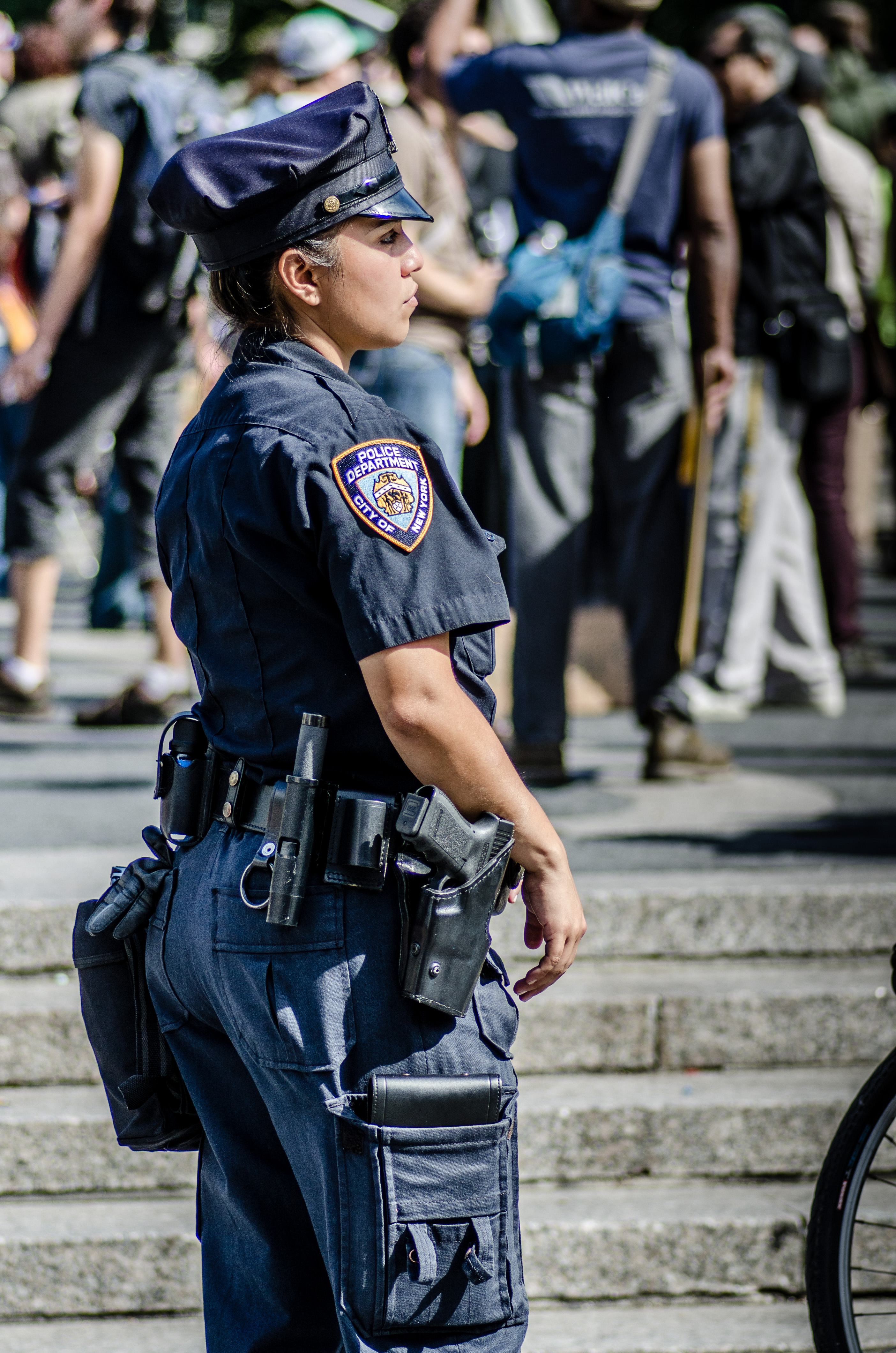
Eine Polizeibeamtin des NYPD

Innerhalb der Rangstruktur existieren verschiedene Verwendungen, die die Ränge weiter unterteilen, spezieller Qualifikationen bedürfen, gesonderte Aufgaben beinhalten und höher bezahlt werden. Leitende Funktionen werden dabei jedoch nur vom Sergeant aufwärts wahrgenommen. Zum Beispiel ist ein Detective kein leitender Rang, sondern ein gleichgestellter bzw. ein Äquivalent zum Police Officer, der jedoch auf Ermittlungen spezialisiert ist. Erst der Sergeant ist höherrangig. Detectives sind geschulte Ermittler und Mitglieder spezieller Ermittlungseinheiten oder Abteilungen von Revieren, die sich mit Antiterrorarbeit oder Drogenhandelermittlungen befassen.
Häufige Verwendungen der verschiedenen Ränge sind:
- Police Officer, z. B.: Police Officer First Grade. „Grades“ werden verwendet, um verschiedene Gehaltsstufen anzuzeigen. Gehaltsschritte sind durch die Dienstzeit und den Vertrag des jeweiligen Polizeibeamten festgelegt. Momentan existieren sechs Grade, inklusive eines sehr schlecht bezahlten ersten während der sechsmonatigen Ausbildung in der Polizeiakademie. Nach dem Abschluss der Akademie erhält der Beamte auf Probe eine geringe Erhöhung um ein- bis zweitausend US-Dollar pro Jahr, bis er fünf Jahre vollen Dienst geleistet hat. Danach sind die Gehaltsschritte bis zum Höchstgehalt größer (10 bis 15 Tausend US-Dollar). Alle Police-Officer-Grade entsprechen jedoch demselben Rang, obwohl die Dienstälteren mehr respektiert werden.

- Es gibt zwei Arten von Detectives, zum einen den „Detective - Specialist“, einen Beamten spezialisierter Einheiten mit gefährlicheren Aufgaben (bspw. der Emergency Service Unit oder den fliegenden Einheiten), zum anderen den „Detective - Investigator“, der in Ermittlungs- oder Antidrogeneinheiten eingesetzt ist. Auch die Detectives können mit Erhöhungen des Grades bzw. des Gehalts belohnt werden. Alle „Detective - Investigators“ beginnen als Detective 3rd grade mit einem Gehalt, das zwischen dem eines Police Officer und dem eines Sergeant liegt. Das Gehalt eines Detective 2nd grade ist ähnlich dem eines Sergeant und der Detective 1st grade ähnlich dem eines Lieutenants. Jedoch haben alle Detectives nur Befehlsgewalt wie ein Police Officer. Die verschiedenen Grade sind verdienstorientierte Würdigungen der Arbeit der einzelnen Beamten. Ein Detective 1st grade ist meist der erfahrenste und fähigste Ermittler in einer Abteilung.

Es existieren zwei besondere Verwendungen in Bezug auf die Detectives. Sie nehmen leitende Funktionen wahr.
- Sergeant: Supervisor Detective Squad
- Lieutenant: Commander Detective Squad

Beförderungen vom Police Officer bis zum Captain erfordern folgende Voraussetzungen: Bestehen eines Auswahltests, Dienstjahre, Belobigungen und optional für Extrapunkte die körperliche Fitness. Wohingegen Beförderungen über dem Captain-Rang und in den einzelnen Verwendungen politisch bzw. nach Ermessen gesteuert sind.
Zusätzlich zu den bereits genannten zehn Rängen kommen zwei hinzu, die vom Police Commissioner ernannt werden. Der First Deputy Commissioner vertritt den Police Commissioner bei dessen Abwesenheit, arbeitet als dessen rechte Hand und ist verantwortlich für das Budget, das Personal und die Qualitätssicherung der Arbeit des NYPD.
Die Deputy Commissioners sind Verwaltungsbeamte, die in verschiedenen Fachbereichen spezialisiert sind. Diese Fachbereiche umfassen die Strategic Initiatives (Sicherstellung der organisatorischen Effizienz anhand von Nachforschungen, Analysen, Pilotprojekten und deren Auswertung), Counter Terrorism (Antiterror), Intelligence (Nachrichtendienst), Operation (Erstellen und überwachen von Kriminalgegenstrategien um die Straßenkriminalität zu reduzieren), Public Information (Pressedienst), Community Affairs (Kommunikation der Bevölkerung mit dem NYPD, Jugendprogramme, Kontaktpflege mit zivilen oder religiösen Organisationen), Equal Employment Opportunity (Gleichberechtigungssicherung im NYPD und Diskriminierungsermittlungen), Labor Relations (Vertretung des NYPD in öffentlichen Sitzungen bspw. mit dem Bürgermeister), Trials (Leiten von Anhörungen und Disziplinarverfahren des NYPD), Legal Matters (Rechtsberatung und -beistand), Training (Ausbildung) und Technology and Systems Development (Kommunikation und technische Weiterentwicklung).

## Zuständigkeiten bei Katastrophen

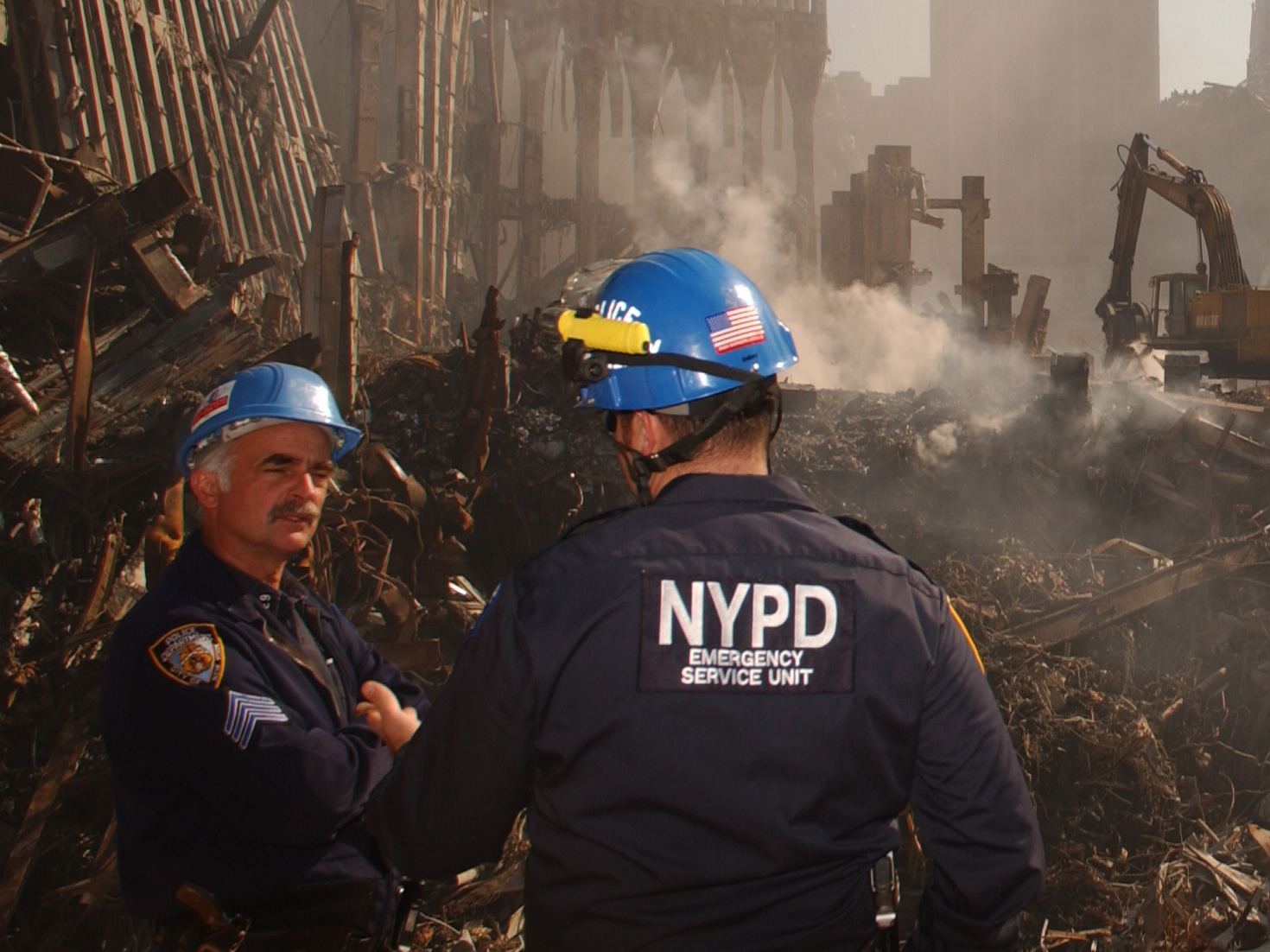
Polizeibeamte der ESU bei einer Rettungsaktion am 11. September

Die Zuständigkeiten bei Katastrophen oder Großschadensereignissen sind wie folgt geregelt: Die Koordination der Behörden (NYPD und FDNY) und Hilfsdienste übernimmt New York City Emergency Management (NYCEM), etwa vergleichbar einem Katastrophen- und Zivilschutzamt.
Das New York City Office of Emergency Management war 1996 zunächst als Teil der direkt dem Bürgermeister Rudy Giuliani unterstehenden Verwaltung eingerichtet worden. Im Jahre 2001 wurde es aufgrund eines Volksentscheides zu einer eigenständigen Behörde mit einem zusätzlichen Commissioner an der Spitze, der direkt dem Bürgermeister unterstellt ist. Unter Michael Bloomberg erfolgte 2006 eine Reorganisation und das OEM wurde dem stellvertretenden Bürgermeister für Verwaltung unterstellt.
Die Behörde ist für die Überwachung und Erstellung der Einsatzpläne für unterschiedliche Katastrophenszenarien zuständig. Außerdem ist sie für den Betrieb der Notfall-Einsatzleitung bei Übungen und im Ernstfall mit dem City’s Emergency Operations Center (EOC) zuständig. Damit soll die Kooperation aller Bundes-, Staats- und städtischen Behörden und Hilfsdienste, auch der privaten, sichergestellt werden.

## Zwischenfälle im Dienst mit tödlichem Ausgang
Vom 25. Dezember 1806 bis zum 13. Juni 2015 verloren das NYPD sowie dessen Vorgängerorganisationen 843 Polizisten, allein 23 davon direkt am 11. September 2001. Die überwiegende Mehrheit wurde jedoch durch Schießereien (325) getötet; zweithäufigste Ursache waren tödliche Autounfälle mit insgesamt 52 Opfern.

## Ausrüstung
Das NYPD verwendet als Standarddienstwaffe die Glock 19. Alternativ können von den Beamten noch die SIG Sauer P226 und die Smith & Wesson Model 5946 eingesetzt werden. Alle Waffen verwenden das Kaliber 9 × 19 mm. Der Emergency Service Unit stehen noch weitere Waffen wie Schrotflinten und Maschinenpistolen zur Verfügung.

## Bildergalerie

Auswahl an Fortbewegungsmitteln des NYPD
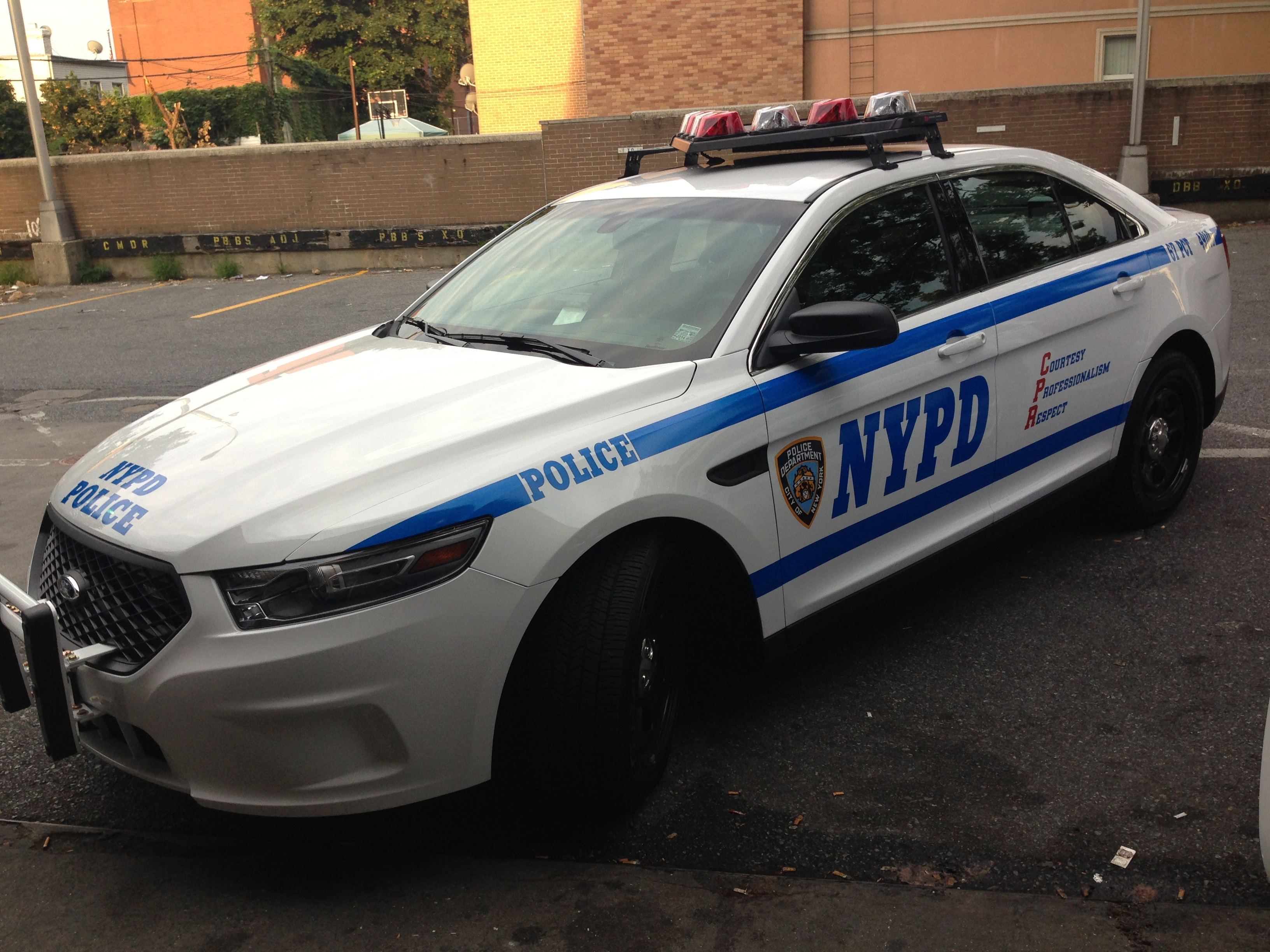
Standardstreifenwagen Ford Taurus (Foto 2013)
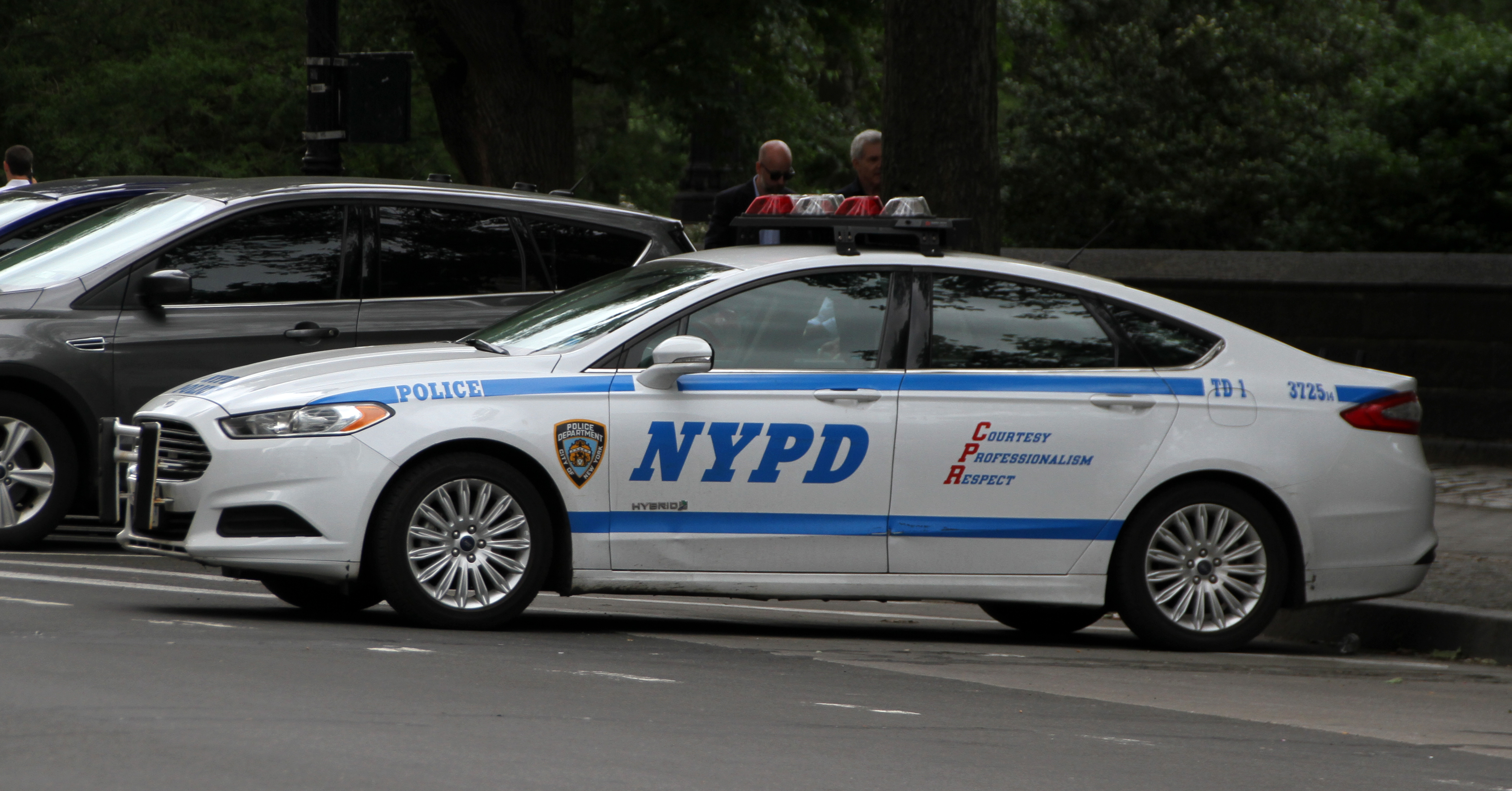
Streifenwagen Ford Fusion (Foto 2016)
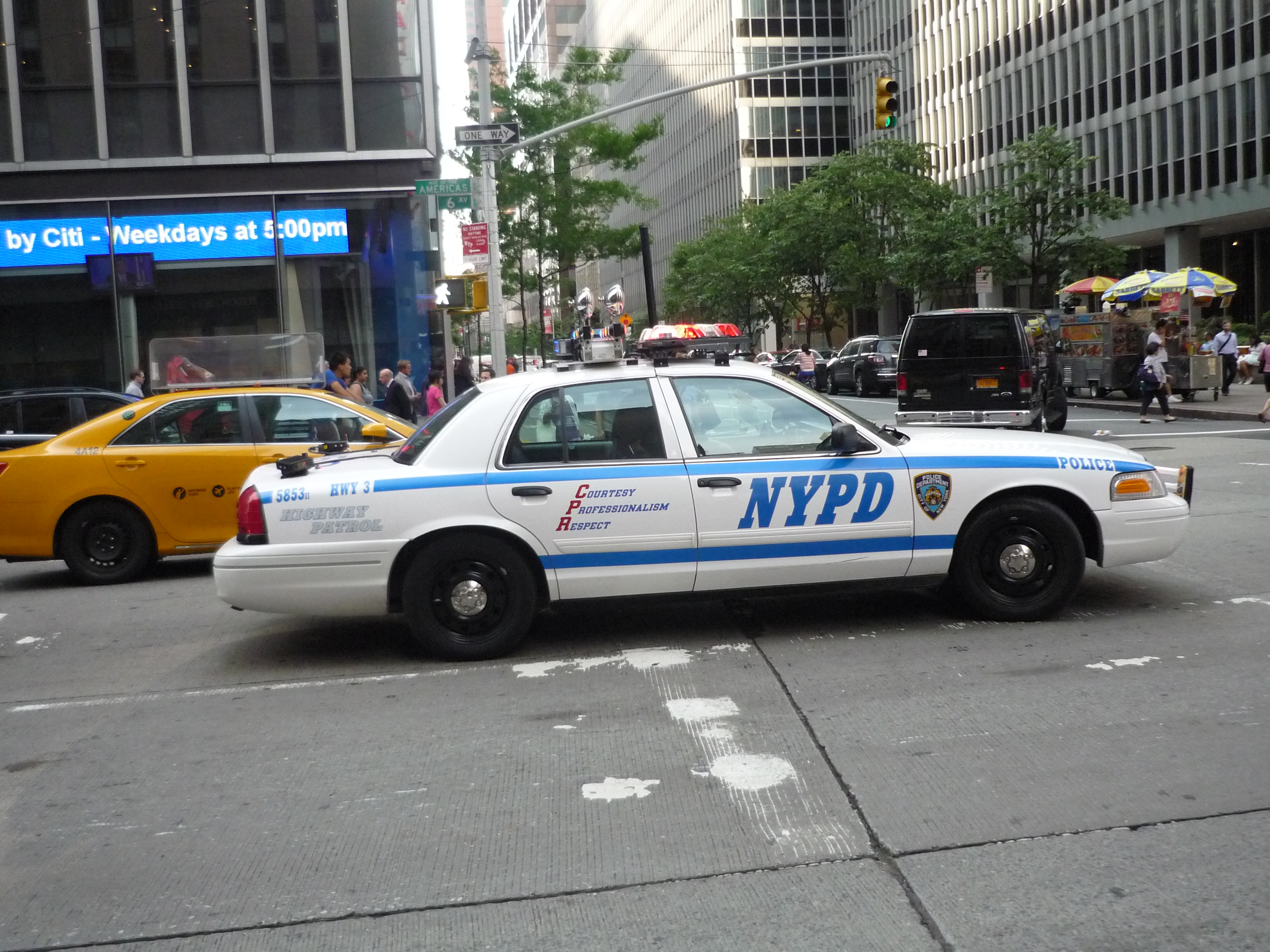
Streifenwagen Ford Crown Victoria (Foto 2014)
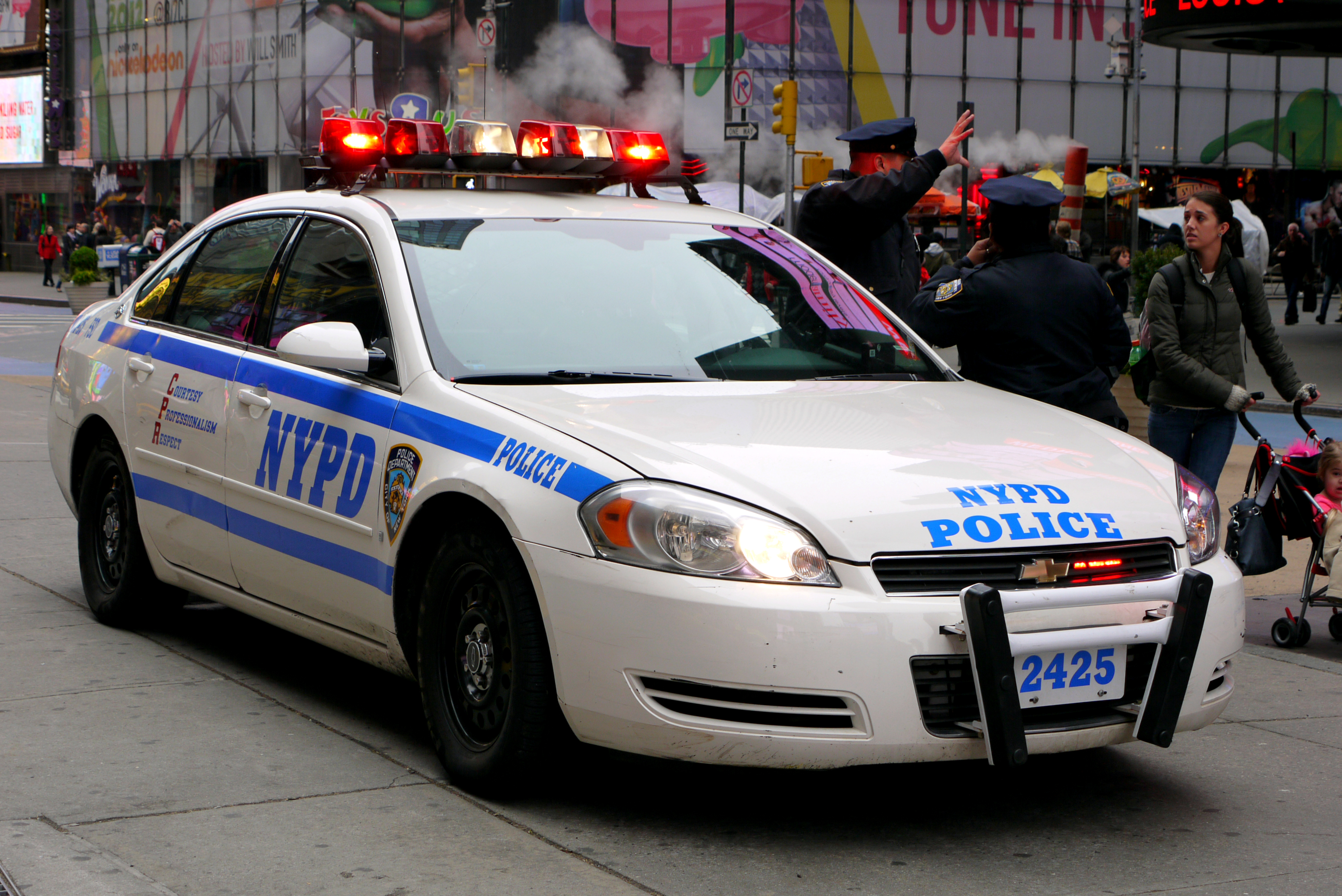
Streifenwagen Chevrolet Impala (Foto 2012)
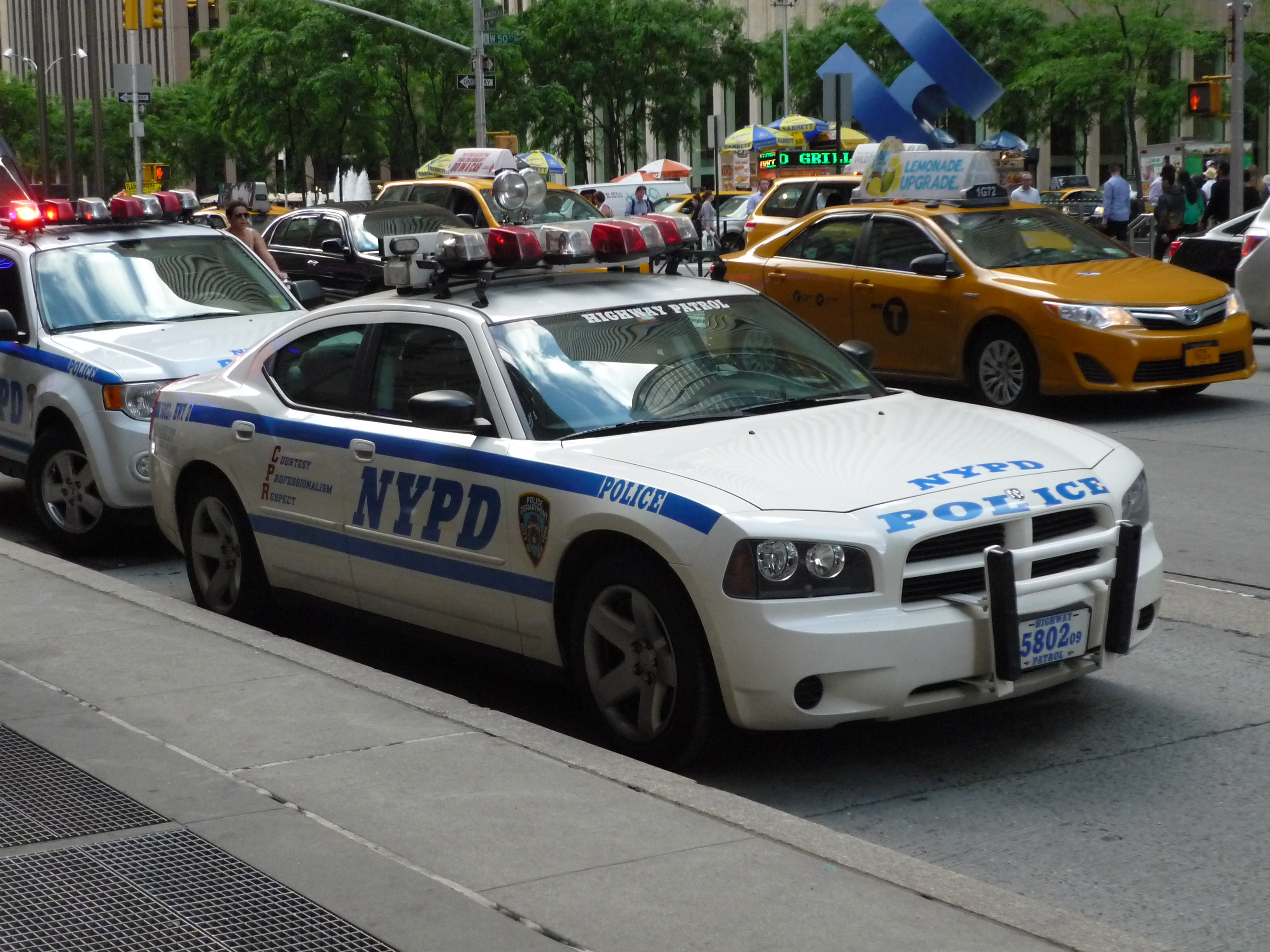
Streifenwagen Dodge Charger (Foto 2014)
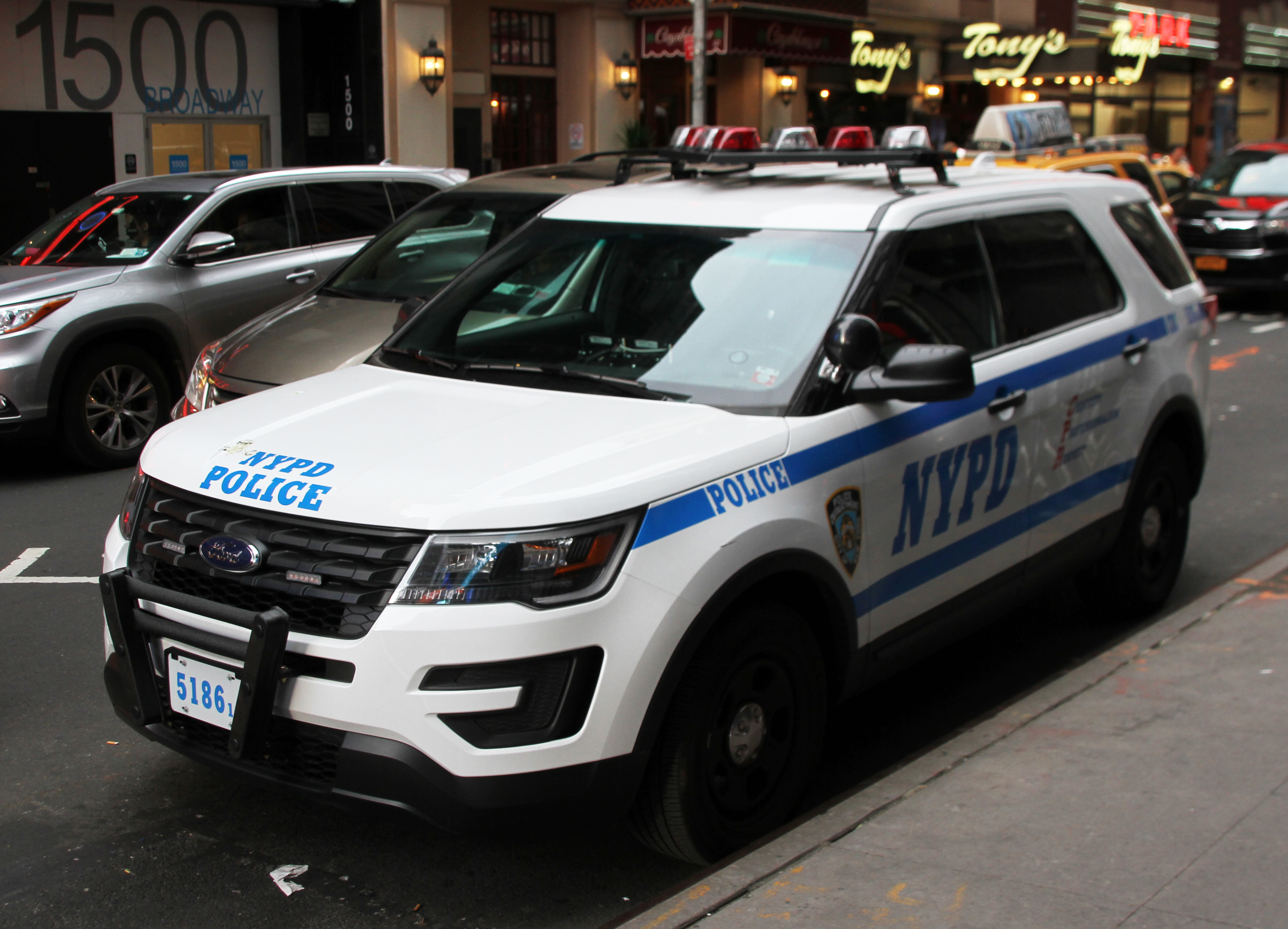
SUV-Streifenwagen Ford Explorer (Foto 2016)
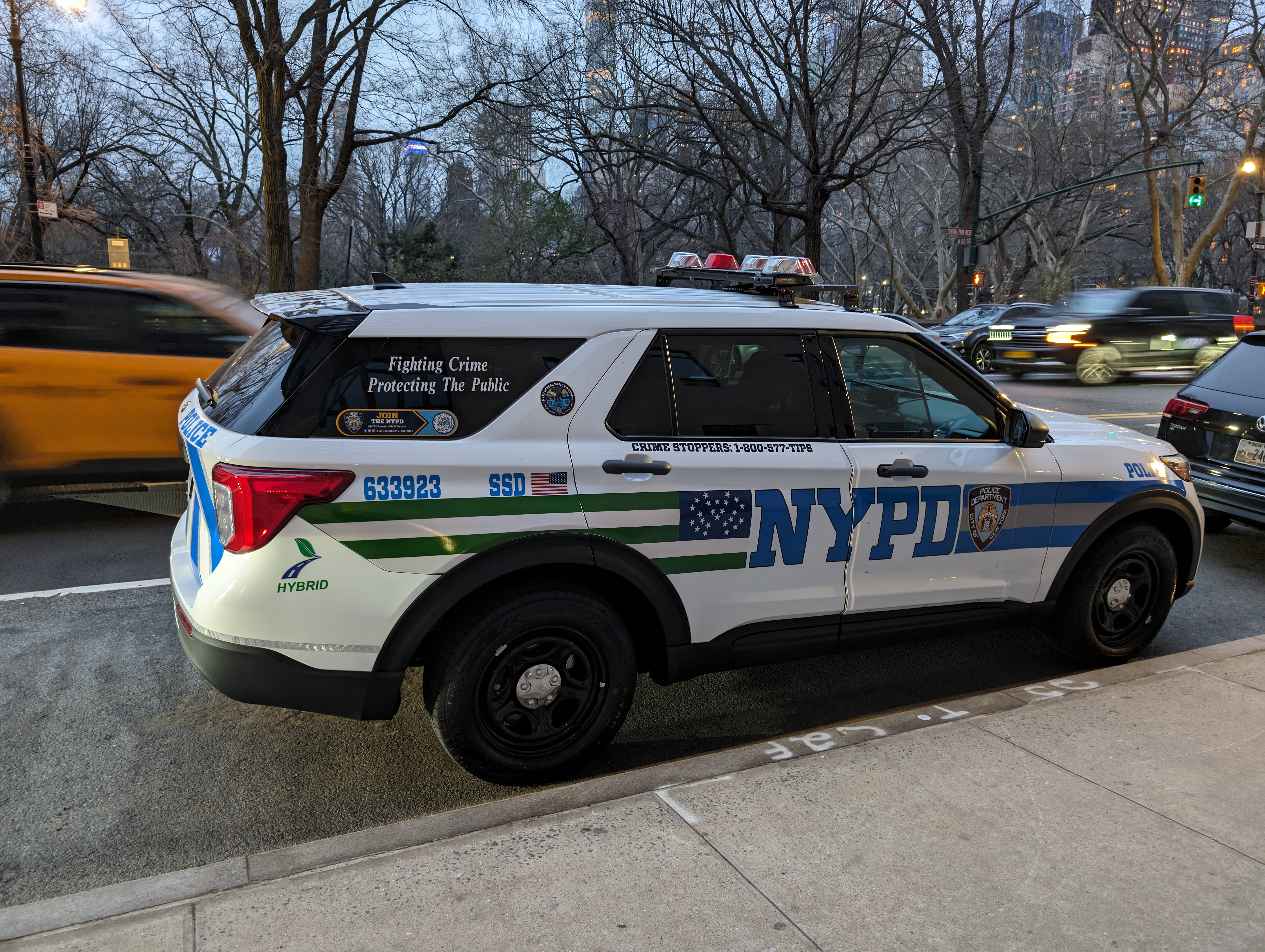
SUV-Streifenwagen Ford Explorer Hybrid (Foto 2024)
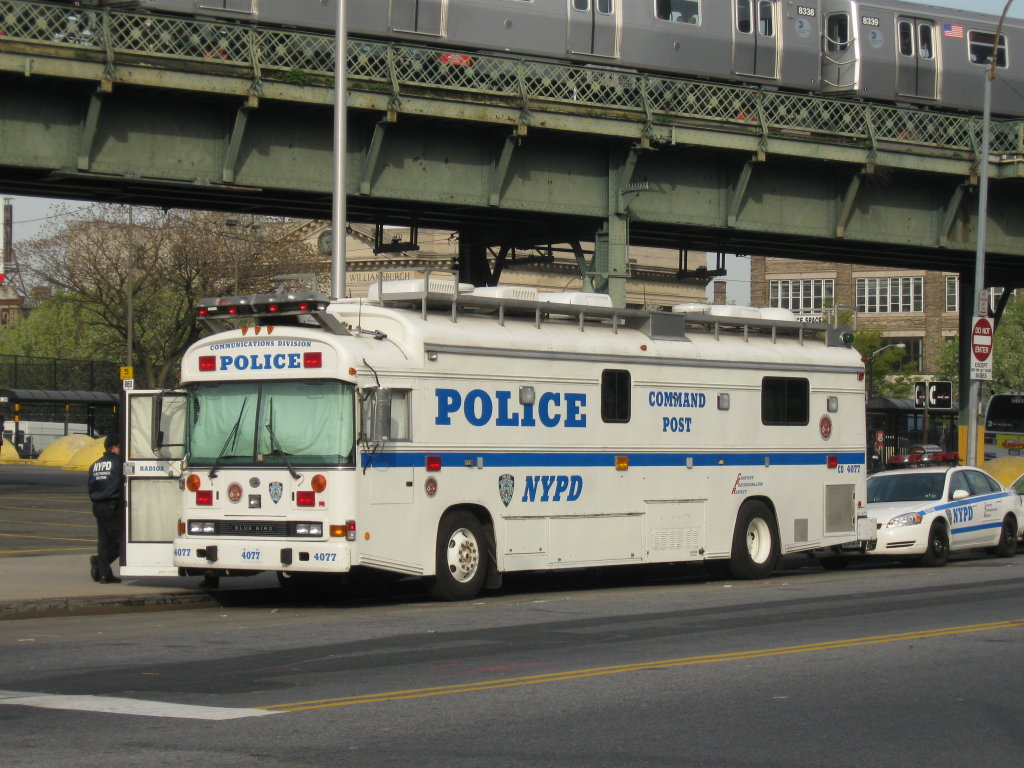
Mobile Command Post (Foto 2008)
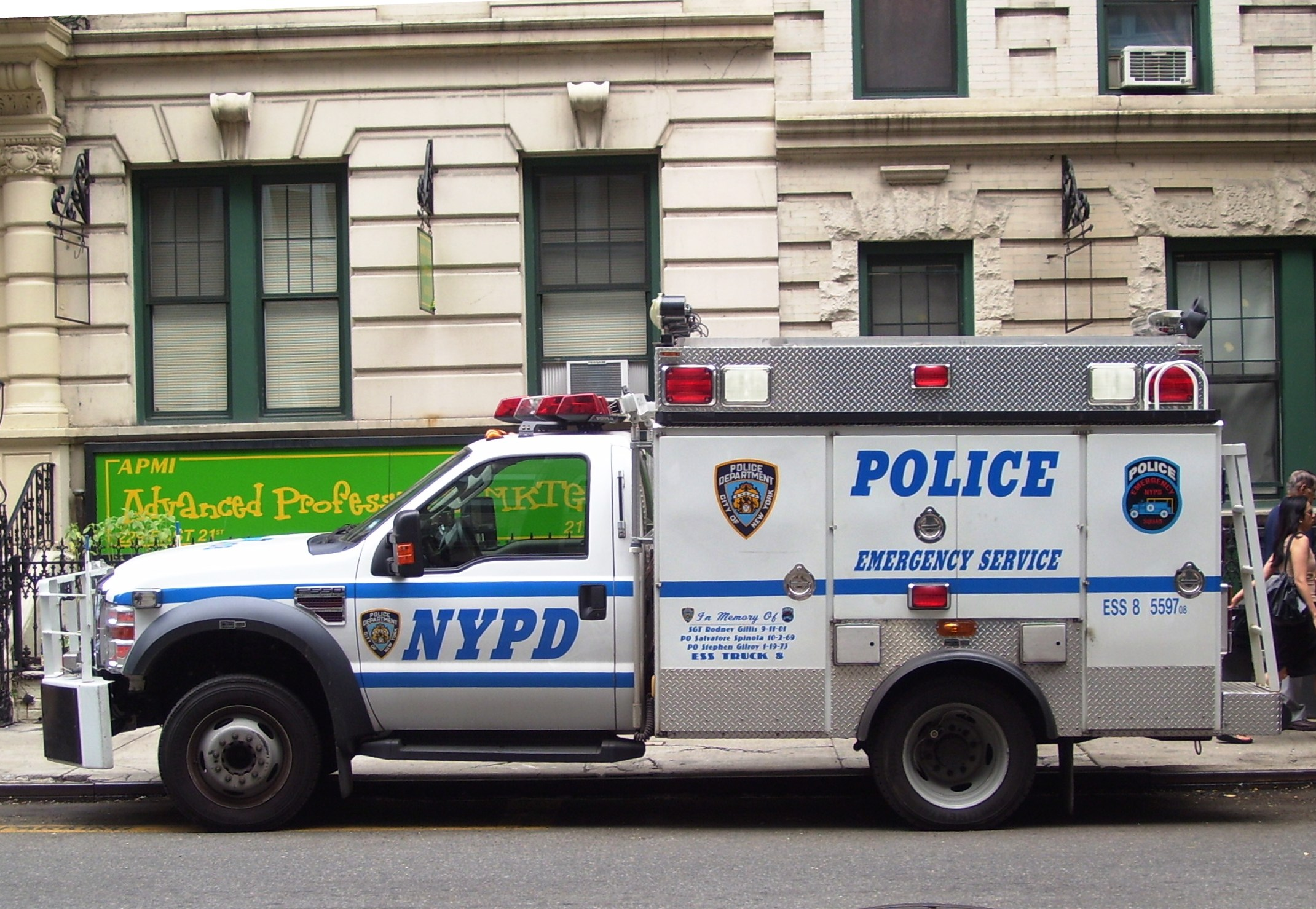
Fahrzeug der Emergency Service Unit (Foto 2010)
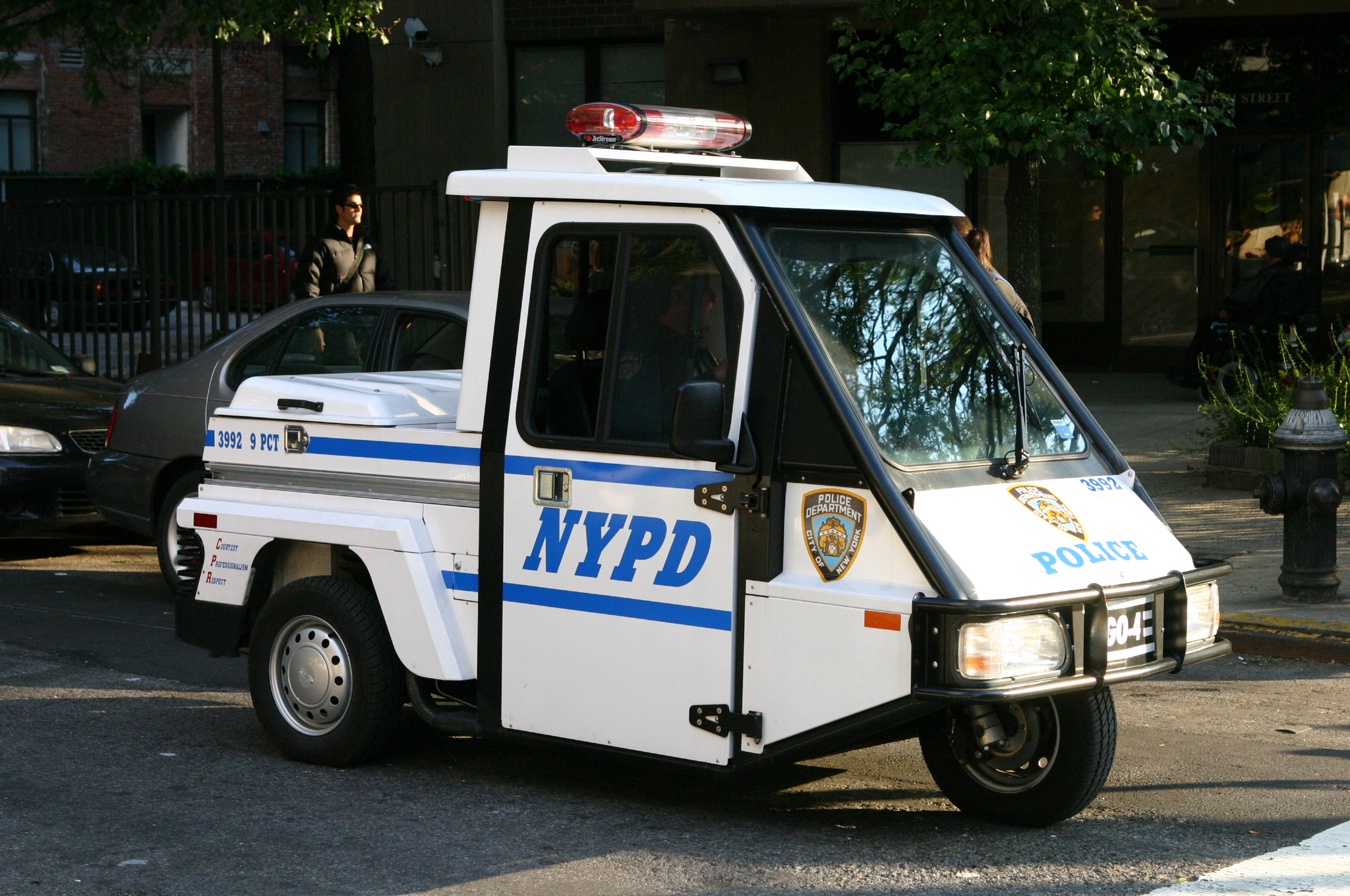
Dreirad (Foto 2008)
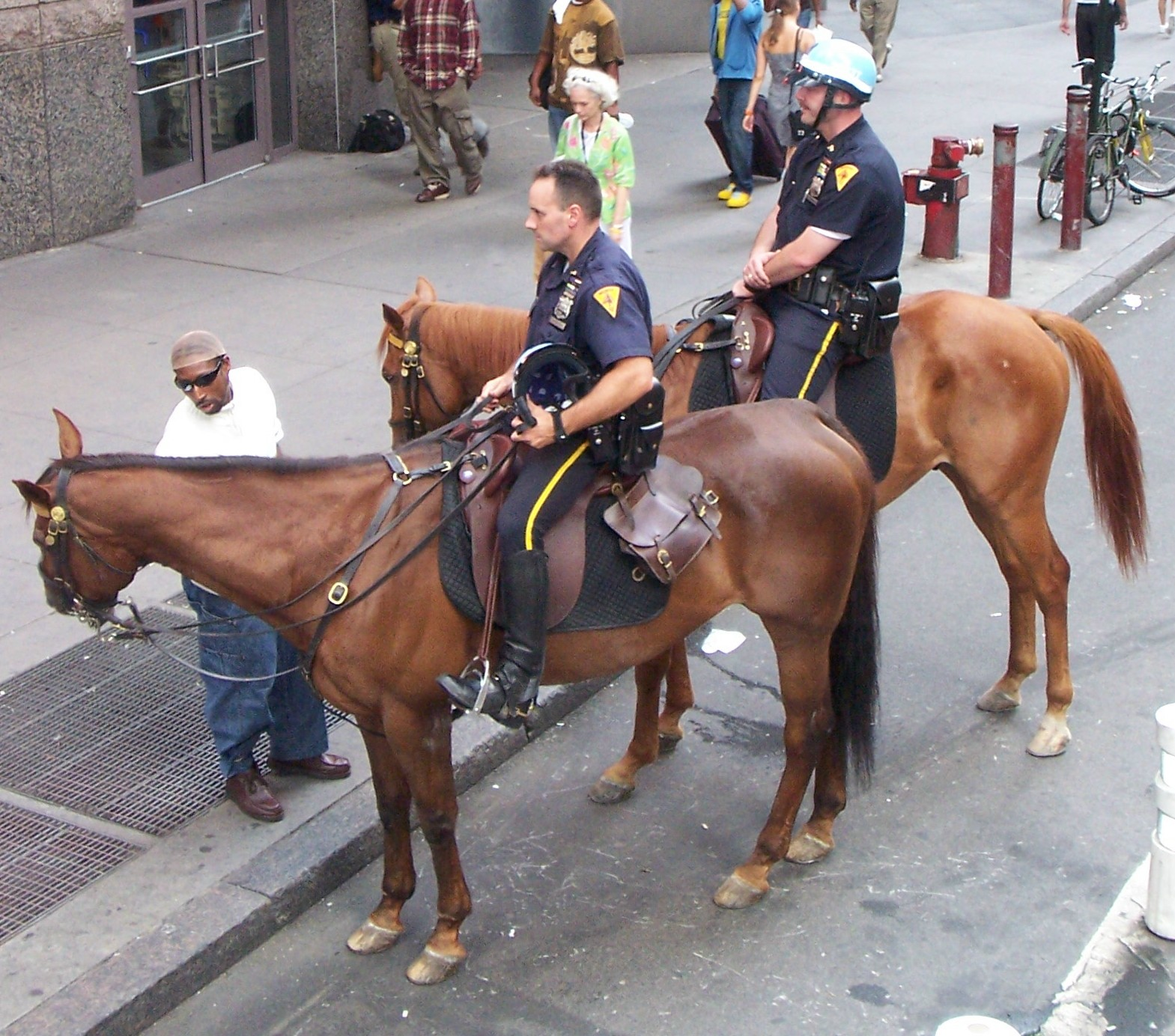
NYPD-Beamte zu Pferd (Foto 2007)
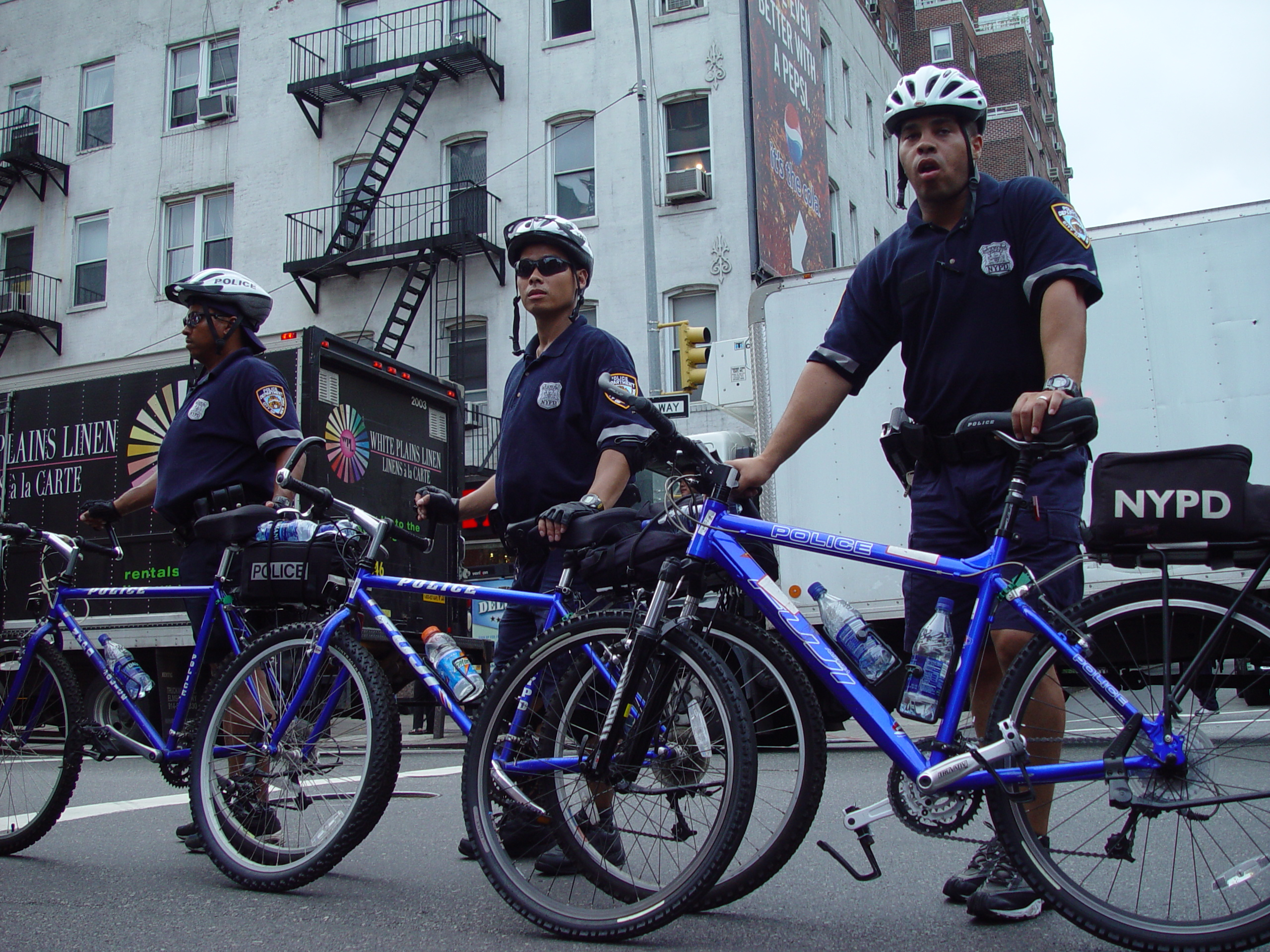
NYPD-Beamte auf Fahrrädern (Foto 2004)
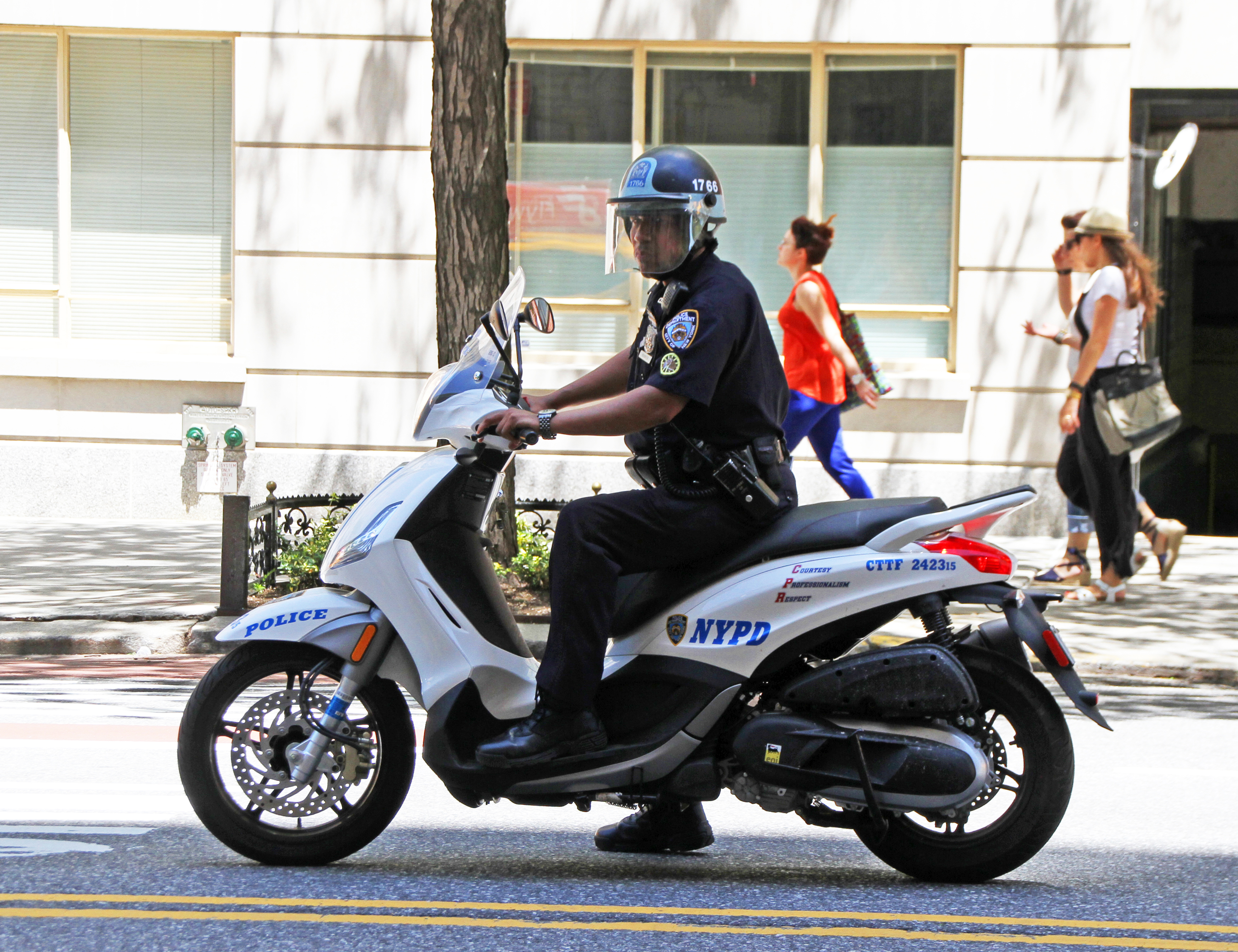
NYPD-Beamter auf Motorroller (Foto 2016)
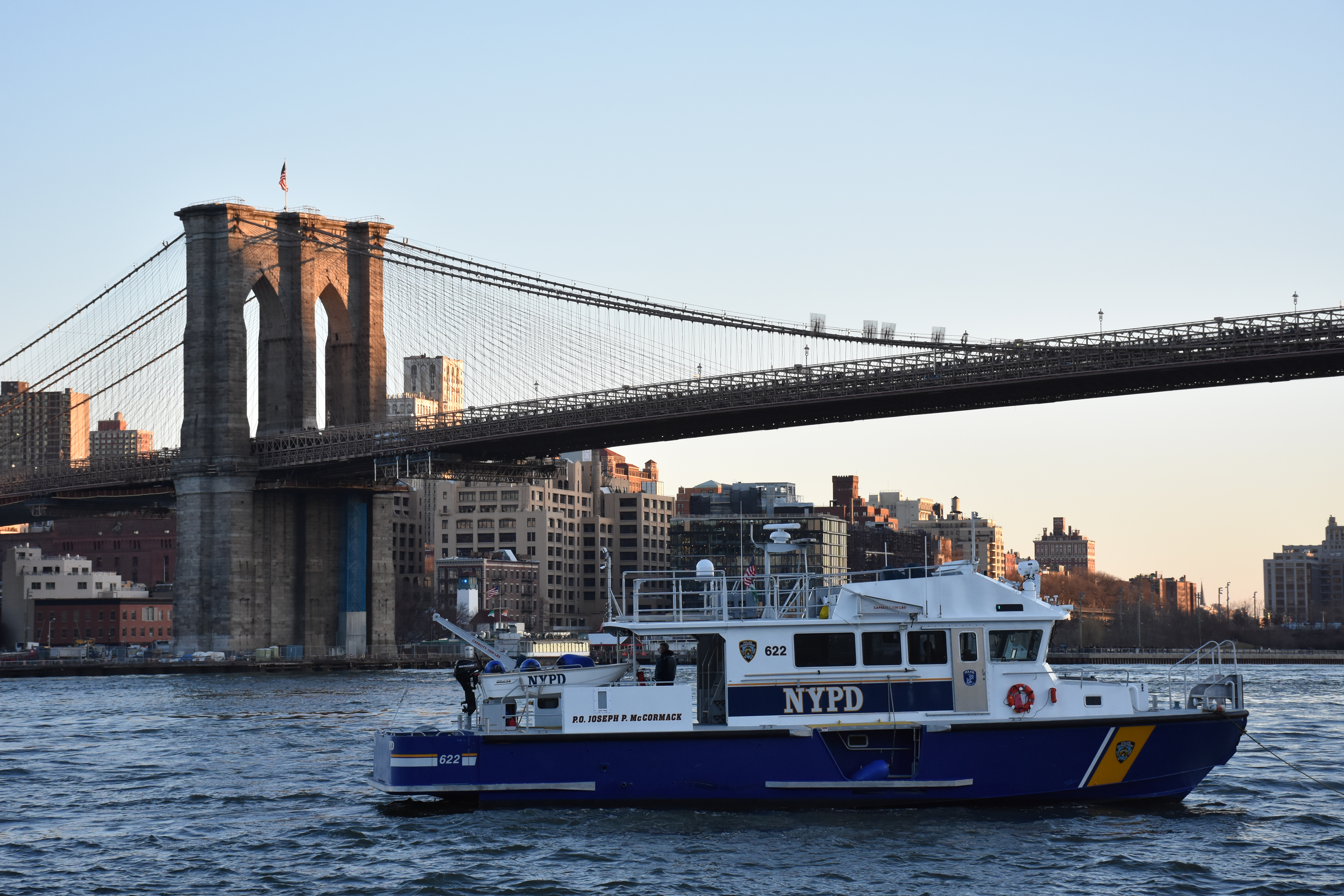
Boot (Foto 2015)
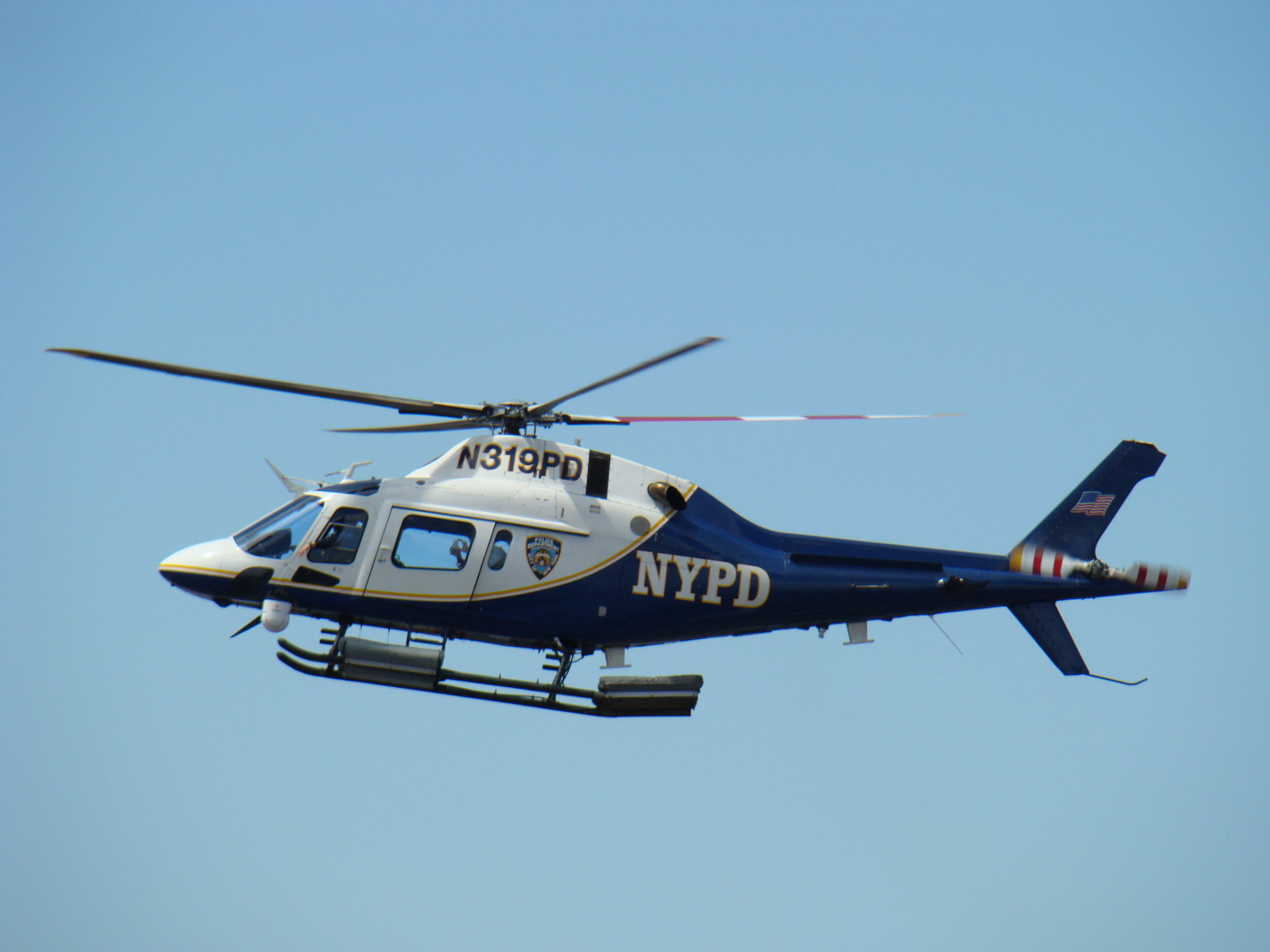
Ein Agusta-A119-Helikopter des NYPD (Foto 2008)
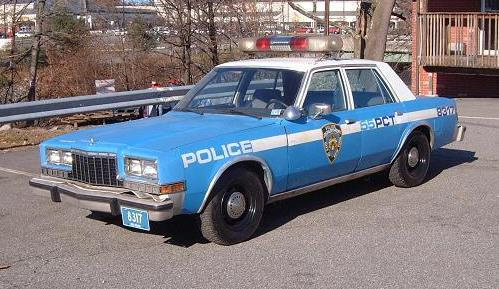
Historischer Dodge Diplomat im alten Design
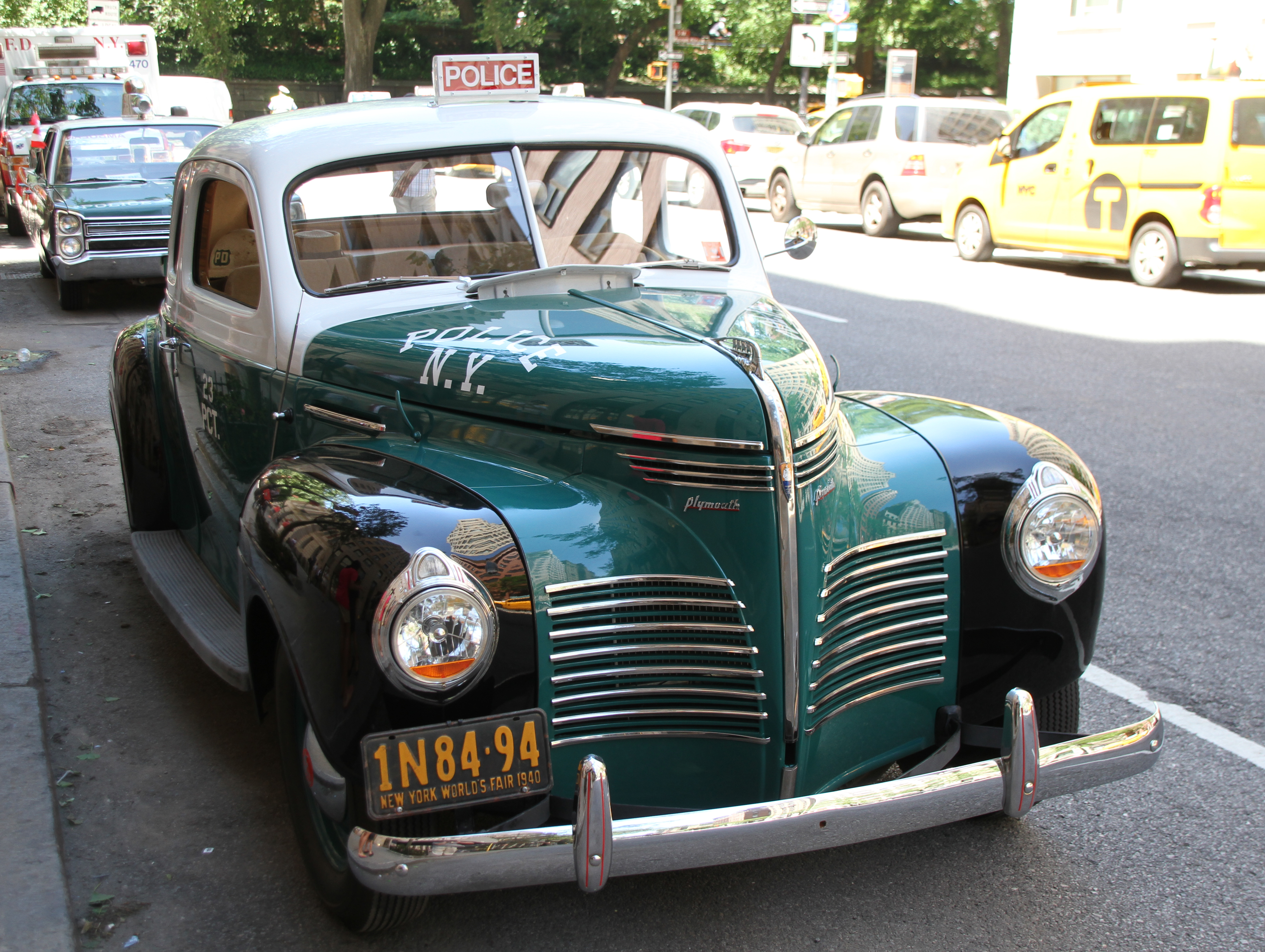
Historischer Old Plymouth Streifenwagen, damals noch grün, "1940" auf licence plate (Foto 2016)